# Rhipidocladum
Genre
Classification phylogénétique
Rhipidocladum est un genre qui regroupe 14 espèces de bambous américains à rhizomes pachymorphes qui se rencontre du Mexique jusqu'en Argentine en basse et moyenne altitude.

## Espèces
- Rhipidocladum ampliflorum
- Rhipidocladum angustiflorum
- Rhipidocladum bartlettii
- Rhipidocladum clarkiae
- Rhipidocladum pacuarense
- Rhipidocladum pittieri  (Hack.) McClure
- Rhipidocladum germinatum
- Rhipidocladum harmonicum
- Rhipidocladum prestoei
- Rhipidocladum maxonii (Hitchc.) McClure
- Rhipidocladum pacuarense R. W. Pohl
- Rhipidocladum parviflorum
- Rhipidocladum racemiflorum (Steud.) McClure
- Rhipidocladum recemiltorium
- Rhipidocladum urbanii
- Rhipidocladum verticillatum